# Diecezja San Luis
Diecezja San Luis (łac. Dioecesis Sancti Ludovici in Argentina) – diecezja Kościoła rzymskokatolickiego w Argentynie, sufragania archidiecezji San Juan de Cuyo.

## Historia
20 kwietnia 1934 roku papież Pius XI bullą Nobilis Argentinæ Nationis erygował diecezję San Luis. Dotychczas wierni z tym terenów należeli do diecezji (obecnie archidiecezji) San Juan de Cuyo.

## Ordynariusze
- Pedro Dionisio Tibiletti (1934 - 1945)
- Emilio Antonio di Pasquo (1946 - 1961)
- Carlos María Cafferata (1961 - 1971)
- Juan Rodolfo Laise OFMCap. (1971 - 2001)
- Jorge Luis Lona (2001 - 2011)
- Pedro Daniel Martínez (2011 - 2020)
- Gabriel Barba (od 2020)